# Motocicletă

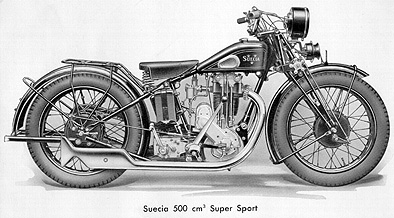
Motocicletă Suecia Super Sport, 500 cc, anii 1930.

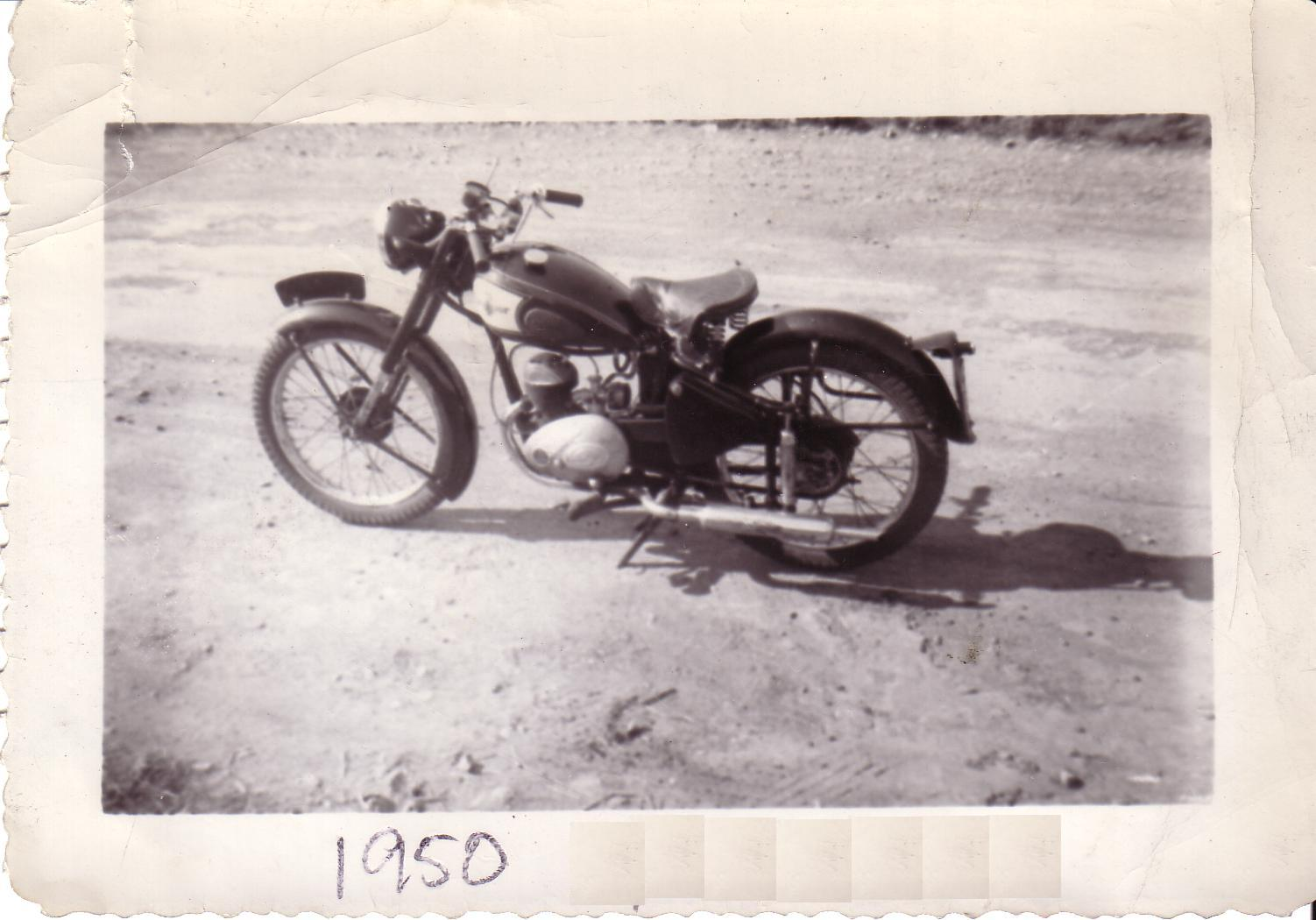
Motocicleta Excelsior Universal, 125 cc, 1950.

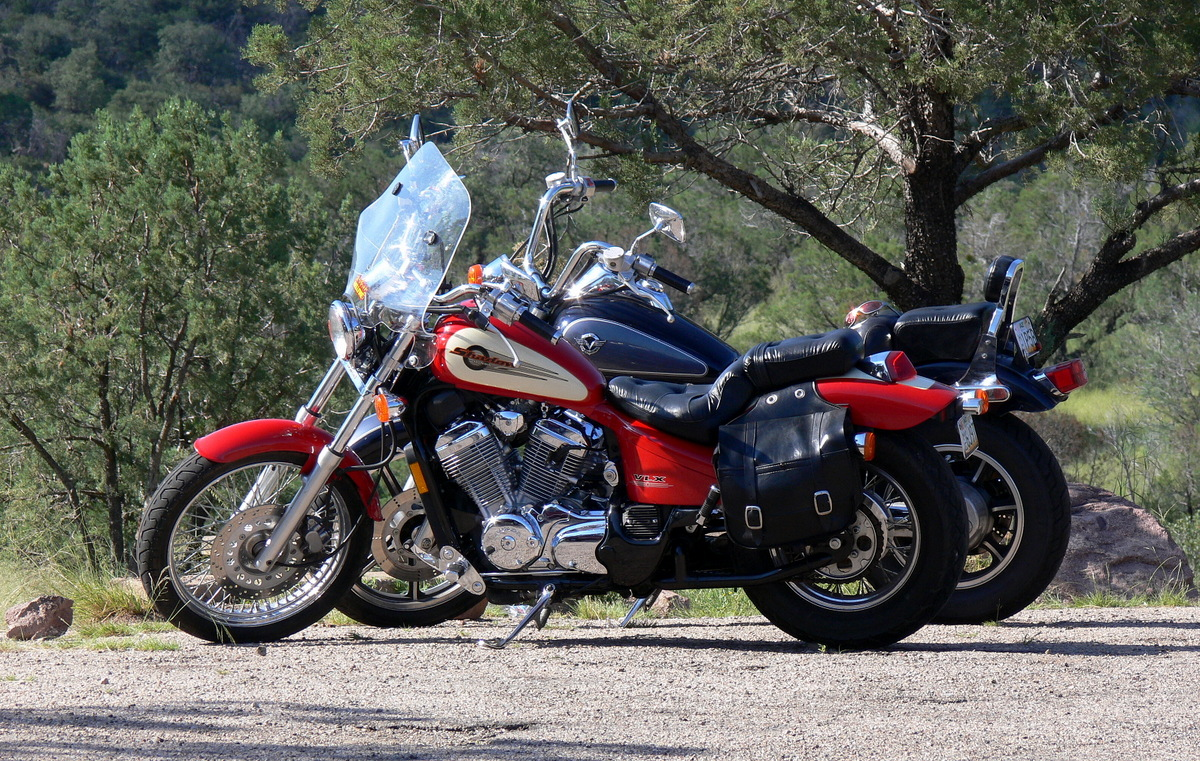
Motociclete parcate

Motocicleta este un vehicul motorizat cu două roți. Asemenea bicicletei, motocicleta se menține în poziție verticală când rulează în linie dreaptă, așa încât centrul de greutate să fie între roți. Schimbarea de direcție este realizată de conducător. Ipoteza că vehiculele cu două roți stau drept datorită efectului giroscopic au fost infirmate.
Conform OUG 195 Art.6 alin.(22) : motocicletă - autovehicul cu două roți, cu sau fără ataș, echipat cu un motor care are o capacitate cilindrică mai mare de 50 cm³ și/sau a cărui viteză maximă, prin construcție, depășește 45 km/h

## Construcție

### Cadru
Cadrul (șasiul) motocicletei este realizat prin sudură, din țevi de aluminiu sau oțel. Motocicletele moderne folosesc motorul ca structură de rezistență a șasiului.
Rezervorul de combustibil este plasat de obicei deasupra motorului, întâlnindu-se însă motociclete cu rezervorul sub șa sau integrat în șasiu. Jantele pot fi spițate sau realizate în întregime din aluminiu, aliaje speciale sau fibră de carbon.
La exterior, cadrul este cel mai adesea acoperit de carene din material plastic, în întregime sau parțial.

### Suspensii
Cea mai răspândită configurație pentru suspensia roților la motociclete constă în două amortizoare telescopice pentru roata față și un amortizor pentru bascula în care este montată roata din spate. Amortizoarele sunt hidraulice sau cu gaz. Recent, acestea sunt montate cu tubul interior la capătul dinspre roată (furca "upside-down") pentru a reduce inerția ansamblului și a îmbunătăți comportamentul pe drum denivelat.
Variante mai puțin tradiționale se întâlnesc la choppere și motocicletele BMW. Sistemul telelever folosit de BMW asigură o stabilitate mai mare a motocicletei la frânare.
Funcționarea și ajustarea corectă a suspensiei este esențială pentru controlul motocicletei, în special la viraje.

### Frâne
În general motocicletele dispun de două sisteme de frânare independente, însă în prezent mai multe motociclete oferă sisteme de frânare legate (aplicarea uneia dintre frâne o acționează și pe cealaltă) ca măsură de securitate . Frâna roții față este acționată de un levier situat în partea dreaptă a ghidonului, iar frâna roții spate este comandată de o pedală situată lângă scărița din dreapta. Toate motocicletele moderne dispun de unul sau două discuri de frână la roata față și un disc la roata spate. Motocicletele mai vechi folosesc frâne cu tambur la roata spate. Acționarea frânelor este hidraulică în majoritatea cazurilor.
La acționarea brutală a frânei față, motocicleta se ridică pe roata față și se produce așa numitul 'stoppie';la acționarea brutală a frânei spate,se produce fenomenul 'wobbling'.Oricare se produce,urmările sunt grave în majoritatea cazurilor.
Frâna cea mai puternică este frâna roții față, care preia între 70 și 100% din capacitatea de frânare pe o suprafață aderentă, datorită transferului de greutate. Proporția diferă și în funcție de tipul motocicletei.
Sisteme de tip ABS și de repartizare a forței de frânare pe cele două roți gen Integral și parțial-integral se pot întâlni din ce în ce mai des la motociclete.

### Motor
Propulsia motocicletei este asigurată de un motor cu ardere internă, în doi sau patru timpi. Prototipuri și serii limitate de motociclete cu motor diesel există, dar nu sunt răspândite. Capacitatea cilindrică a motoarelor de motocicletă este situată între 50cc și 2000cc. Motoarele în doi timpi sunt mai des întâlnite la motocicletele vechi sau la cele de performanță (un motor în doi timpi genereaza mai multă putere decât unul în patru timpi de aceeași cilindree).
Configurațiile întâlnite sunt foarte variate: monocilindru, doi până la șase cilindri în V, doi până la patru cilindri în linie, montați transversal sau longitudinal, doi cilindri orizontali opuși, etc.
Puterea dezvoltată de motor variază în funcție de tipul motocicletei, de la 3-5 CP până la peste 200 CP. Motocicletele sportive de serie, accesibile publicului larg, pot avea un raport putere/greutate supraunitar.

### Transmisie
Ambreiajul motocicletelor este de obicei de tipul umed, cu ungere în baia de ulei sau separată. Ambreiajul de tip uscat este și el destul de raspândit. Cutia de viteze are cinci sau șase trepte de multiplicare.
Transmisia finală cea mai răspândită este cu lanț, mai rar cu cardan sau curea de transmisie.

## Tipuri de motociclete

### Motociclete de stradă
Categoria cea mai răspândită, înglobează multe tipuri de motociclete.

#### Standard/Naked
Aceste motociclete sunt destinate preponderent mediului urban și au o formă clasică, generică. Acest tip de motocicletă este recomandat începătorilor, deoarece sunt manevrabile și în majoritatea cazurilor nu au motoare foarte puternice. Numele naked ale acestor motociclete vine din engleză care înseamnă gol. Motocicleta prezintă carenaje reduse, dezvăluind cât mai mult motorul.

#### Cruiser
Motociclete destinate plimbărilor lungi, în afara orașelor. Șaua joasă, ghidonul lat și un motor de cilindree mare, optimizat pentru cuplu maxim la turații mici arată că accentul este pus în principal pe confortul motociclistului și mai puțin pe performanțele sportive.

#### Chopper
Un chopper e o motocicletă joasă, cu cadrul alungit și furca roții este mult mai înclinată. Motoarele folosite sunt preluate de pe cruisere.

#### Sport
Aceste motociclete sunt optimizate pentru viteză și performanțe sportive, asemănătoare motocicletelor de curse din care sunt derivate. Folosesc motoare puternice de turație mare, au carene în jurul cadrului pentru reducerea rezistenței la înaintare, frâne puternice și impun motociclistului o poziție specifică, cât mai ascuns în spatele parbrizului și carenelor.

#### Touring
Motociclete destinate parcurgerii unor distanțe mari. Spre deosebire de cruisere, acest tip de motociclete prezintă și caracteristicile unei motociclete sport.

### Motociclete pentru teren accidentat

#### Enduro
Destinate în principal deplasărilor în teren accidentat. Se impart în două categorii: cross și hard-enduro. Cele din clasa cross nu sunt dotate cu faruri,semnalizatoare și alte componente electrice, circulația lor nefiind permisă pe drumurile publice. Deși au aceeași capacitate cilindrică ca și modelele de hard-enduro puterea lor variază mult, cele de motocross având o accelerație mai rapidă dar nu au cuplu ca și o motocicletă de enduro. Atât motocicletele de motocross și hard enduro pot fi recunoscute după silueta înaltă, garda mare la sol, roata față mai mare și cauciucurile cu crampoane.

#### Enduro-touring
Denumite și soft-enduro sau dual sport aceste motociclete sunt un hibrid între motocicletele touring și cele enduro. Sunt adaptate atât ieșirilor în teren accidentat cât și șoselelor.

### Motociclete de competiție

#### Cross
Asemănătoare motocicletelor enduro, sunt folosite în competițiile de motocross, pe trasee de pământ special amenajate cu obstacole și trambuline. Traseele de motocross pot conține și urcări și coborâri lungi cât și zone cu nisip, pietriș.

#### Dirt-track
Motociclete foarte simple, fără cutie de viteze și frâne, dar care au ambreiaj, cu care se concurează pe piste ovale special amenajate.

#### Superbike
Motociclete sportive de 1000cc, derivate din modele de serie puternic modificate de constructori. Această clasă oferă un bun prilej constructorilor de a prezenta modelele de serie pe care le vând.

#### Supersport
Similar clasei superbike, motocicletele supersport sunt modele de serie de capacitate cilindrică mai mică și cu mai multe restricții asupra modificărilor ce pot fi făcute pentru a le putea înscrie în competiție.

#### Supermoto
Aceste motociclete sunt un hibrid între motocicletele de viteză pe circuit și cele de cross. Concurează pe trasee mixte de cross cu asfalt.

### Altele

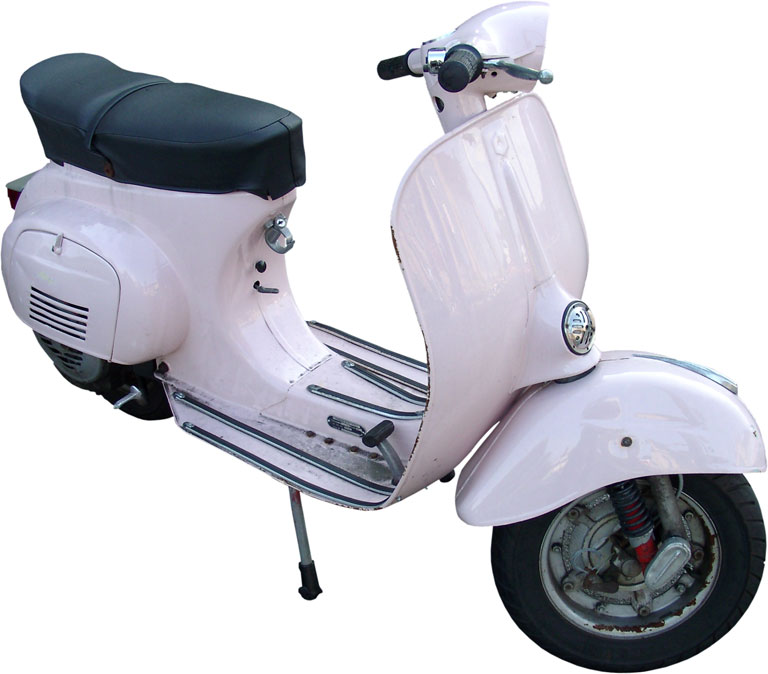
Scuter Vespa

#### Scuter
Scuterele sunt motociclete de mici dimensiuni, dotate cu transmisii automate, motoare de putere mică și roți tipic mai mici decât motocicletele. Scuterele sunt populare ca mijloace eficiente și ieftine de transport în aglomerările urbane.

#### Moped
Mopedul (ciclomotor) este un hibrid între bicicletă și motocicletă. Un moped se poate deplasa fie cu ajutorul pedalelor, fie cu ajutorul unui mic motor (sub 50cc). Conducerea lui pe drumurile publice necesită permis de conducere, conform legii date pe 16.01.2013 .

### Experimentale

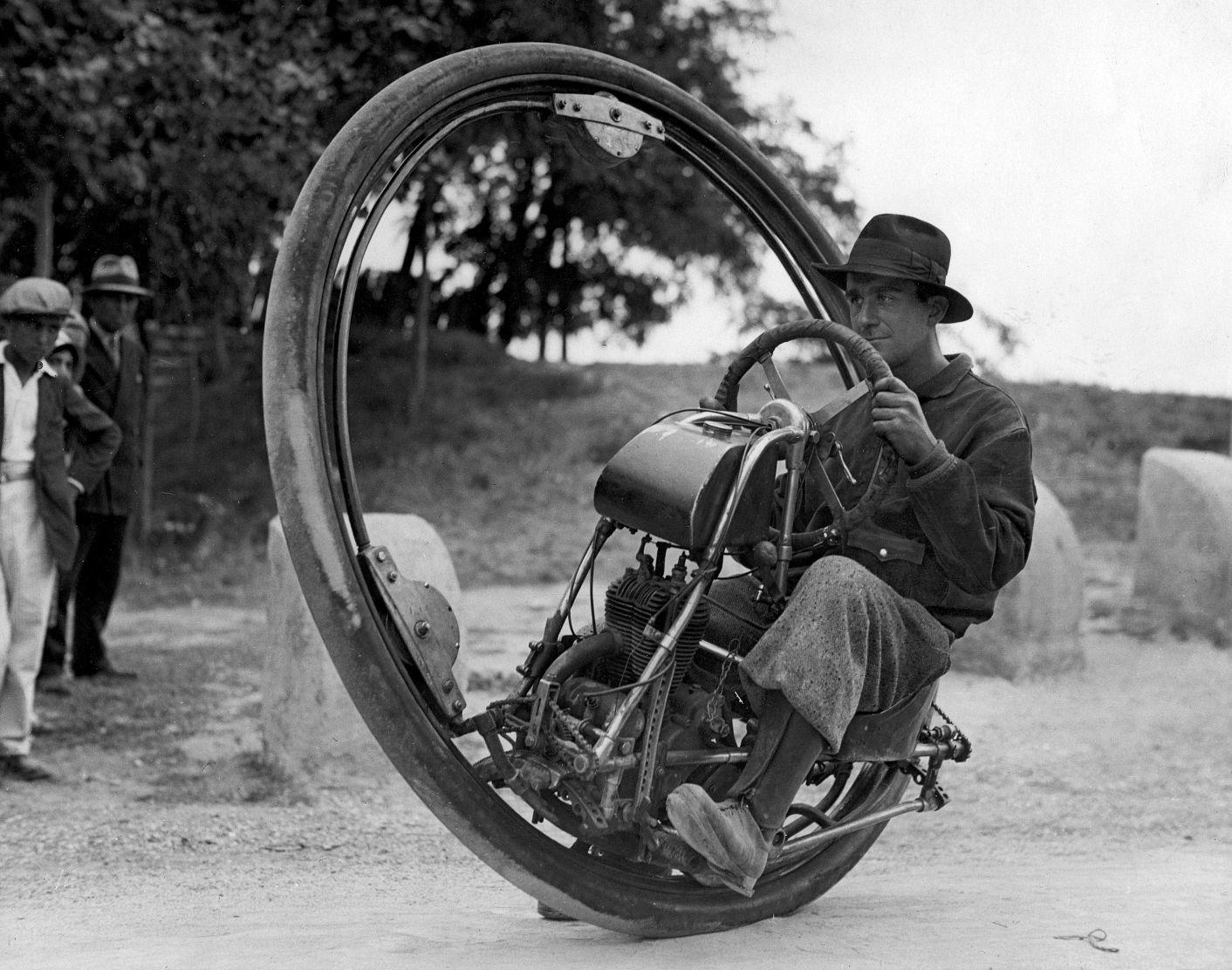
Motocicleta lui Goventosa, Udine, 1931.

Modele experimentale.

## Aspecte sociale

### Subculturi
Istoric, motocicletele au fost asociate cu subculturi, în general acestea sunt cluburi de motocicliști. În media, grupările cu activități ilegale au parte de multe ori de multă atenție și acoperire, deși acestea sunt foarte puține.
În ultimele decenii, motocicliștii au format grupuri de lobby politic pentru adoptarea de legi favorabile motocicliștilor.

### Mobilitate
Folosirea motocicletei are tot mai mult aspecte practice, de exemplu este folosită pentru a evita și a reduce aglomerația urbană, pentru  cursele cu frecvență redusă ale transportului public.
În unele țări motocicletele sunt principalul mijloc motorizat de transport. În Taiwan de exemplu la 10.000 de locuitori există aproximativ 2.500 de automobile și 5.000 de motociclete.

### Securitate
Motocicletele au o rată a accidentelor mortale mult mai mare decât automobilele. O analiză a Departamentului de Transport din America arată că la același număr de vehicule întregistrate, motocicletele sunt implicate în de 4 ori mai multe accidente decât automobilele personale. Aceeași analiză arată că la 100.000 de mile parcurse numărul morților este de 28 de ori mai mare în cazul motocicliștilor.
Principalele cauze ale accidentelor sunt automobilele care taie calea motocicletelor, automobilistii care ignora motocicletele, negocierea greșită a virajelor de către motocicliști. Conducerea motocicletelor are un aspect ne-intuitiv, pentru a înclina motocicleta și începe virajul, motociclistul trebuie să execute o contravirare, comportamentul motocicletei surprinzând mulți motocicliști în cazuri de urgență. De asemenea frânarea în siguranță în viraje este aproape imposibilă.
Accelerația superioară a motocicletelor, ia prin surprindere pe motocicliștii neexperimentați și pe automobiliști.

## Conducerea motocicletei

### Comenzile
Comenzile motocicletei sunt amplasate pe ghidon și în apropierea scărițelor pentru comenzile acționate de picior, astfel: ambreiajul este comandat de un levier în partea stângă a ghidonului; manșonul de comandă a accelerației este plasat în dreapta, alături de levierul frânei față; frâna spate este comandată de picior, printr-o pedală situată în partea dreaptă; piciorul stâng comandă pedala schimbătorului de viteze.
La modelele  de motocicletă mai vechi, ordinea poate fi alta.
Cutia de viteze este secvențială, cu punctul mort între treptele 1 și 2, iar  comandarea vitezei 1 se face în direcție opusă restului vitezelor. Unele motociclete pot fi scoase din viteză și între două viteze succesive: de ex. între vitezele 3 și 4.

### Particularități
În comparație cu autoturismele, conducerea motocicletelor prezintă o serie de particularități:
- datorită masei reduse, raportul putere/greutate este net în favoarea motocicletelor, ceea ce explică accelerațiile mult mai rapide de care acestea sunt capabile
- în timpul abordării unui viraj, un motociclist se află în imposibilitatea practică de a frâna, fără să riște pierderea controlului vehiculului deoarece aderența cauciucurilor este împărțită între tracțiune și forța laterală (centripetă)
- schimbarea direcției de mers se face prin contra-virare (orientarea ghidonului în direcția opusă curbei). La viteze mici (sub 15–20 km/h) este suficientă orientarea ghidonului în direcția dorită, însă la viteze mari este necesară obținerea unei înclinări în direcția curbei. Rotirea ghidonului spre dreapta are ca efect înclinarea și schimbarea direcției de mers spre stânga, și invers. Acest lucru se datorează geometriei sistemului de direcție și parțial forțelor giroscopice ce acționează asupra roților
- în linie dreaptă distanța de oprire a motocicletei poate fi la fel de bună ca a unui autoturism, însă obținerea unei distanțe scurte de frînare necesită mai multă îndemânare în cazul motocicletei sau existența unui sistem automat. În alte situații decît în linie dreaptă motocicleta este net dezavantajată.
- ca și cazul autoturismelor, blocarea roților în cazul frînării duce la pierderea controlului direcție, însă în plus față de autoturism, aceasta poate însemna în majoritatea cazurilor și pierderea stabilității verticale. În prezent tot mai multe motociclete au montate sisteme de prevenire a blocării roților la frânare (ABS). Un aspect în plus care influențează distanța de oprire a unei motociclete este faptul că motociclistul este prin natura vehicului mai atent în trafic, și deci poate avea reacții mai rapide
- Referințe

1. ↑  Klein, Richard E. „Bicycle Science”. Accesat în 9 septembrie 2008.
2. ↑  Jones, David E. H. (1970). „The stability of the bicycle” (PDF). Physics Today. 23 (4): 34–40. Accesat în 9 septembrie 2008.
3. ↑  Honda Worldwide | Tokyo Motor Show 1999
4. ↑  „copie arhivă”. Arhivat din original la 16 decembrie 2008. Accesat în 12 noiembrie 2008.
5. ↑  Chung-Li. „Sustainable Development Indicators for Taiwan”. Workshop on Sustainable Development Indicators. Arhivat din original la 17 ianuarie 2008. Accesat în 14 august 2006.